# Come What(ever) May
A Come What(ever) May a Stone Sour 2006-ban megjelent második albuma. Az album 2006. augusztus 1-jén jelent meg, producere Nick Raskulinecz.

## Története
Miután 2005 végén a Slipknot ismét feloszlott, Corey Taylor és James Root ismét visszatértek a Stone Sourba. Az albumot 2006. január végén kezdték felvenni (amint Jim felépült a Slipknot Final Volume turnéján szerzett csuklósérüléséből). A lemez felvétele közben Joel Ekman dobos fia agydaganata miatt kilépett a zenekarból, helyette az ex-Soulfly-os Roy Mayorga lett az új dobos. A lemez az eredetileg tervezett 18 szám helyett mindössze 12 dalt tartalmaz, köztük a pörgős 30/30-150-t, a Botherhez hasonlítható Through Glass-t.

## Az album dalai
| 1.    | 30/30-150           | 4:18 |
| 2.    | Come What(ever) May | 3:39 |
| 3.    | Hell & Consequences | 3:31 |
| 4.    | Sillyworld          | 4:08 |
| 5.    | Made of Scars       | 3:23 |
| 6.    | Reborn              | 3:11 |
| 7.    | Your God            | 4:44 |
| 8.    | Through Glass       | 4:42 |
| 9.    | Socio               | 3:20 |
| 10.   | 1st Person          | 4:01 |
| 11.   | Cardiff             | 4:42 |
| 12.   | Zzyzx Rd.           | 5:15 |
| 48:54 |                     |      |